# Francky Dury
Francky Dury, né le 11 octobre 1957 à Roulers, est un joueur et entraîneur de football belge. Il est l'entraîneur principal du SV Zulte Waregem, en première division belge.

## Carrière
Entraîneur de l'équipe de Zultse VV en 1998, il est le principal artisan de la progression de cette équipe belge néerlandophone: champion de Promotion (Division 4) en 1999, champion de Division 3 sous son nouveau nom SV Zulte Waregem, en 2002, champion de Division 2 et accession parmi l'élite en 2005, vainqueur de la Coupe de Belgique en 2006. Il quitte Waregem, pour le KAA La Gantoise en 2010.
Le 14 mai 2011, le KAA La Gantoise annonce via son site internet que le club se sépare de commun accord de Franky Dury. Son successeur est le norvégien Trond Sollied qui avait déjà entrainé le club lors des saisons 1999-2000 et 2007-2008.
Le 27 juillet 2011, Francky Dury devient le nouveau directeur technique de l'Union belge de football en remplacement de Michel Sablon. Il succède également à Jean-François De Sart, à la tête des espoirs.
Le 30 décembre 2011, Francky Dury quitte ses fonctions au sein de l'Union belge de football pour redevenir l'entraîneur du SV Zulte Waregem à la suite du limogeage du Bosniaque Darije Kalezić.

## Palmarès en tant qu'entraîneur
- 3 fois champion de Promotion en 1994 avec le RRC Heirnis Gand, en 1995 et en 1999 avec le SV Zulte Waregem.
- 1 fois champion de Division 3 en 2002 avec le SV Zulte Waregem.
- 1 fois champion de Division 2 en 2005 avec le SV Zulte Waregem.
- Vainqueur de la Coupe de Belgique en 2006 et 2017 avec le SV Zulte Waregem.
- Vice-champion de Belgique 2013 avec le SV Zulte Waregem
- Finaliste de la Coupe de Belgique en 2014 avec le SV Zulte Waregem

## Distinctions personnelles
- 2 fois Entraîneur de l'année en 2006 et 2013.